# Obererlinsbach
Obererlinsbach (toponimo tedesco) è una frazione di 694 abitanti del comune svizzero di Erlinsbach, nel Canton Soletta (distretto di Gösgen).

## Storia

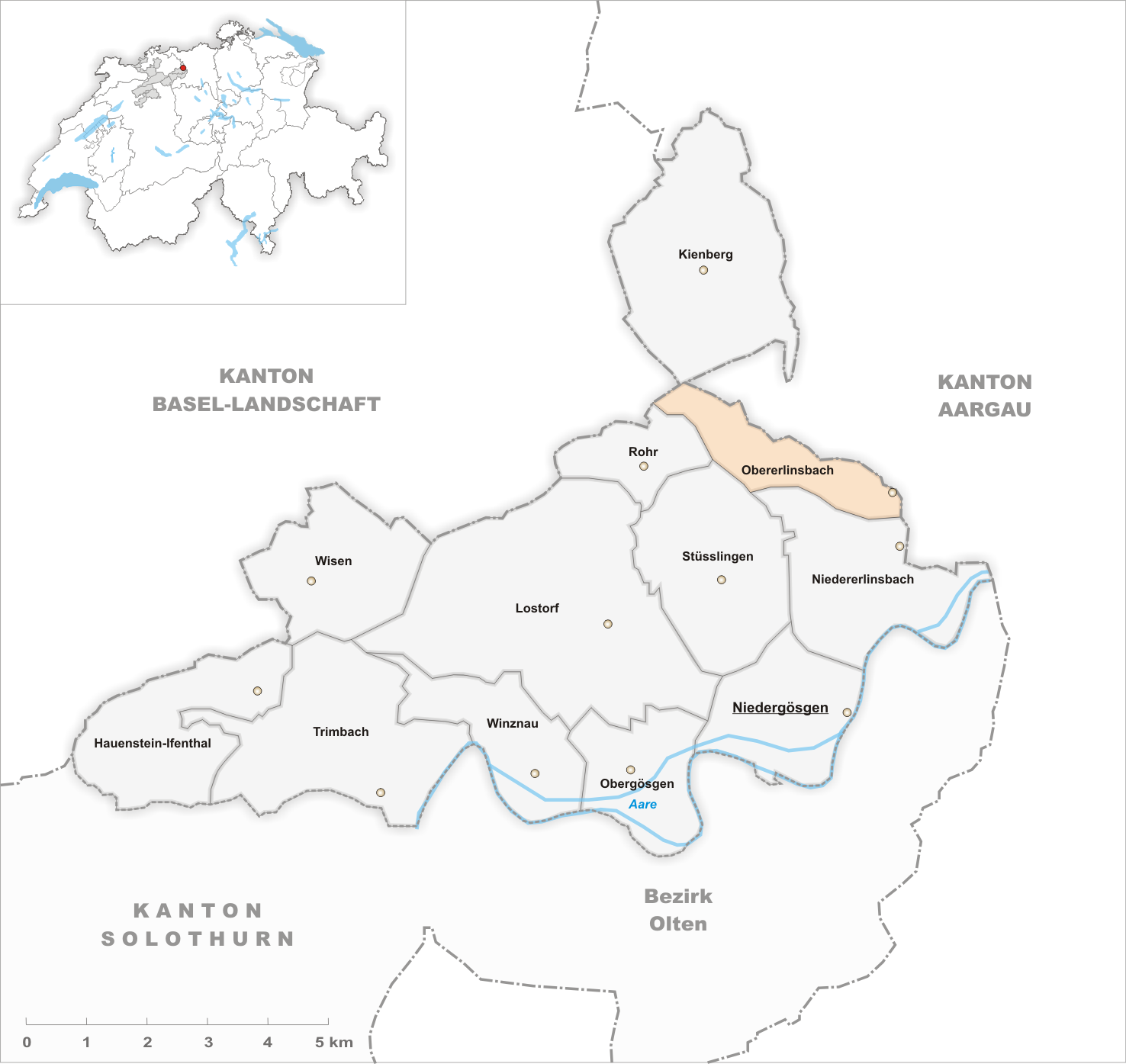
Il territorio del comune di Obererlinsbach prima degli accorpamenti comunali del 2006

Fino al 31 dicembre 2005 è stato un comune autonomo che si estendeva per 3,03 km²; il 1º gennaio 2006 è stato accorpato all'altro comune soppresso di Niedererlinsbach per formare il nuovo comune di Erlinsbach.